# Chròniques de Espanya fins ací no divulgades
Chròniques de Espanya fins ací no divulgades és una història universal catalana de l'arxiver Pere Miquel Carbonell, escrites entre 1495 i el 1513, i que foren impres el 1547.

## Crònica
La crònica comprèn els fets dels temps primitius i fins a la mort de Joan II d'Aragó «el Sense Fe». L'obra suposa una resposta a la Histories e conquestes dels Reys de Arago e Comtes de Barcelona de Pere Tomic, que es caracteritza per la introducció de faules i llegendes. Està escrita amb un català fortament llatinitzant. Per a la narració de l'època comtal aprofità les cròniques franceses, que li foren conegudes per via d'altres autors italians, com les Decade de Biondo i De vitis pontificum de Platina. Una altra de les fonts és la crònica catalana Flos mundi, la crònica de sant Antoní de Florència i les Cròniques dels reis d'Aragó e comtes de Barcelona i una crònica d'Alfons III d'Aragó «el Franc».

## Edició
Les Chroniques de Espanya fins aci no divulgades de Pere Miquel Carbonell no foren editades fins al 1547, tenint a partir d'aleshores una difusió significativa.